# Karin Müller (Politikerin)

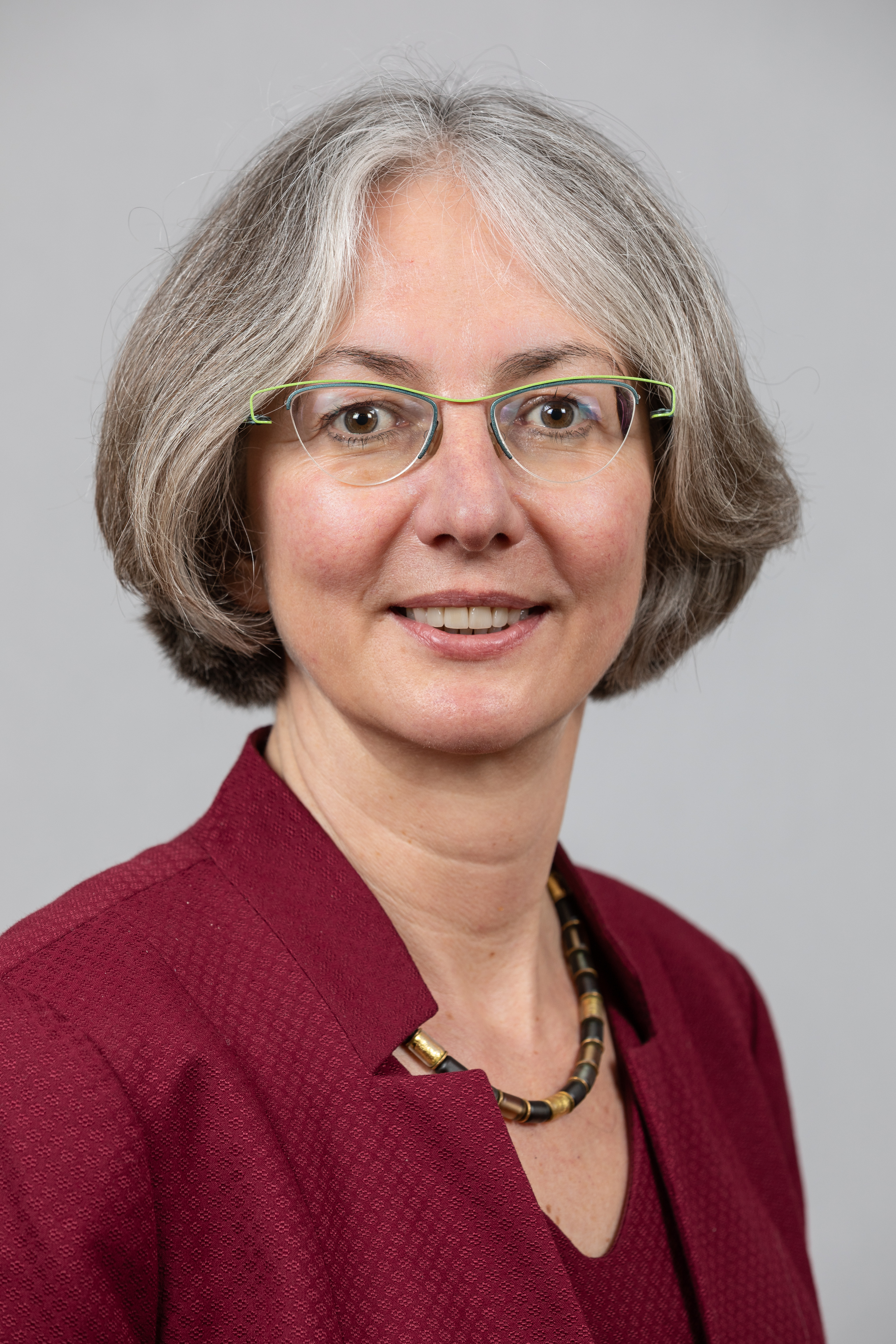
Karin Müller, 2019

Karin Müller (* 12. Oktober 1962 in Kassel) ist eine deutsche Politikerin (Bündnis 90/Die Grünen). Sie war von 2009 bis 2024 Abgeordnete im Hessischen Landtag. Dort war sie von 2019 bis 2024 Vizepräsidentin.

## Leben
Müller absolvierte eine Ausbildung zur Verwaltungsangestellten und machte berufsbegleitend das Abitur am Abendgymnasium nach. Danach absolvierte sie ein Studium der Soziologie und Politikwissenschaften, welches sie 1994 mit dem Magister abschloss. Anschließend arbeitete sie unter anderem bei der Bundesgeschäftsstelle der Grünen in Bonn. Im Jahr 1998 wurde sie vom Evangelischen Stadtjugendpfarramt in Kassel angestellt, wo sie seit 2003 für die Arbeit als Mitarbeitervertreterin der Evangelischen Kirche in Kassel freigestellt ist.
Müller ist seit 1994 Mitglied bei den Grünen in Hessen und ist seit 2001 Mitglied des Stadtparlamentes von Kassel. Von 2006 bis Mai 2010 war sie dort Fraktionsvorsitzende und war bis März 2009 Vorsitzende des Umweltausschusses. Bei der Landtagswahl in Hessen 2009 kandidierte sie im Wahlkreis Kassel-Stadt II und wurde über Platz 15 der Landesliste ins hessische Parlament gewählt.
Bei der Landtagswahl in Hessen 2013 trat sie im Wahlkreis Kassel-Stadt I an. Hier unterlag sie gegen Uwe Frankenberger. Ihr gelang jedoch der Einzug in den Landtag über ein Listenplatz der Partei. Sie war verkehrspolitische und rechtspolitische Sprecherin der Grünen. Bei der Landtagswahl 2018 zog sie erneut über die Liste in den Landtag ein. 
Am 18. Januar 2019 wurde sie mit 119 von 136 Stimmen zur Vizepräsidentin des hessischen Landtags gewählt. Bei der Landtagswahl 2023 erhielt sie kein Mandat mehr und schied im Januar 2024 aus dem Landtag aus.